# Зигокарпум дофарский
Зигока́рпум дофа́рский (лат. Zygocārpum dhofarēnse) — растение; вид рода Зигокарпум семейства Бобовые (Fabaceae).

## Распространение
Растение встречается в Омане и Йемене. Региональный эндемик, растущий на небольшом по площади районе в мухафазе Дофар, на юго-западе Омана, и мухафазе Махра, на юго-востоке Йемена. Растёт на лесных откосах.

## Угроза уничтожения
Находится под угрозой из-за уничтожения мест произрастания. С 1975 года в Омане наблюдается существенное усиление антропогенной нагрузки на территорию произрастания растения: производится рубка древесных растений, осуществляется выпас скота.